# シャルル＝ニコラ＝シジスベール・ソンニーニ・ド・マノンクール

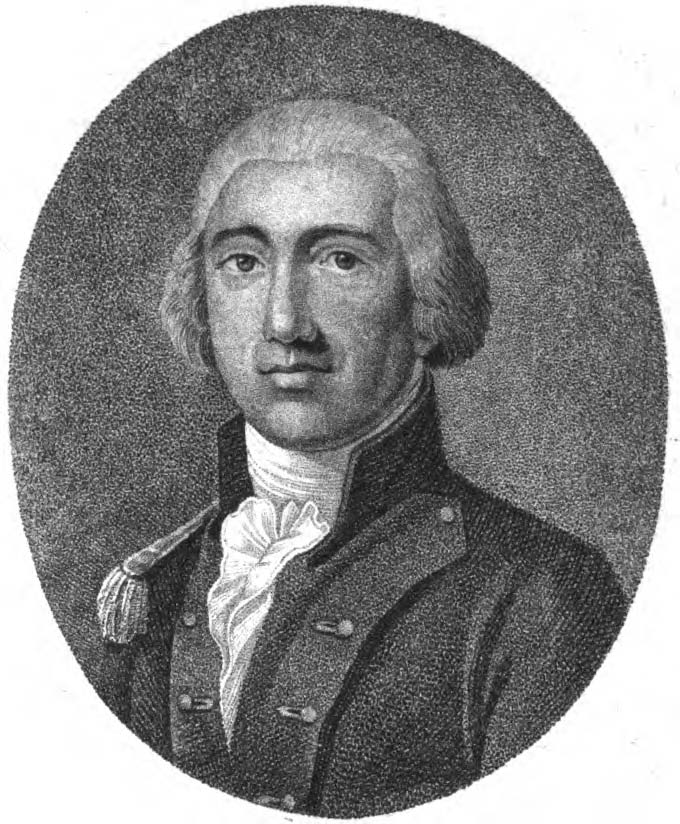
ソンニーニ・ド・マノンクール

シャルル＝ニコラ＝シジスベール・ソンニーニ・ド・マノンクール（Charles-Nicolas-Sigisbert Sonnini de Manoncourt、1751年2月1日 - 1812年5月9日）はフランスの博物学者である。

## 略歴
リュネヴィルに生まれた。父親はロレーヌ公国の教皇領の出身でポーランド王などに仕え、1756年に爵位を得た人物である。ポンタ＝ムッソンの大学で学んだ後、ストラスブールで法律を学び、1768年に法律家の資格を得た。18歳の時に旅に対する嗜好から海軍の軍人となり、1772年にカイエンヌ（フランス領ギアナ）に向けて出発し、ギアナでは1773年10月から翌年の4月までリオネグロからペルーとの国境まで未知の土地を探検した。彼の拓いた経路は後にフランスの商業のためのルートとして役立った。ソンニーニは重要な博物学的知見と鳥類のコレクションを作り上げた。
1775年11月からの6ヶ月間、『博物誌』を編集したビュフォンの要請で、フランス東部のモンバールにとどまり外国の鳥類の図版を整備した。自然史委員会の技師、調査員に任命された。1777年4月、アフリカ大陸を北から南に探検するために、アタラント号でエジプトに旅立った。この探検は実現しなかったが、トルコやエーゲ海の島々を経て帰国した。フランスで栽培すべきいくつかの植物を紹介し、1798年に"Mémoire sur la culture et les avantages du chou-navet de Laponie" を著した。
1798年に旅行記、"Voyage dans la haute et basse Égypte, fait par ordre de l'ancien gouvernement, et contenant des observations de tous genres 、1801年からVoyage en Grèce et en Turquie"を出版した。
フランス革命時には政治的な活動を行うが、1793年に投獄された。政治活動から遠ざかり、故郷にもどるが、生活のためにパリに出て文筆業をめざした。特筆される仕事としては1799年から1808年までの期間をついやして、ビュフォンの『博物誌』の改訂版を編集した。ビュフォンの初版が44巻であったのに対して、『魚類の自然誌』（1798-1803）や『鯨類の自然史』（1804年）などが統合され、127巻の大著となった。
1801年にピエール・アンドレ・ラトレイユと共著で『爬虫類の自然誌』（Histoire naturelle des Reptiles, avec figures desinées d'après nature）を出版し、これもソンニーニ版の『博物誌』に加えられた。